# 吉林管巢蛛
吉林管巢蛛（学名：Clubiona mandschurica）为管巢蛛科管巢蛛属的动物。分布于朝鲜以及中国大陆的吉林等地。该物种的模式产地在吉林。